# Jennifer Chandler
Jennifer Kay Bellamy Chandler (Langdale, 13 giugno 1959) è un'ex tuffatrice statunitense.

## Biografia
È nata a Langdale in Alabama.
Nel 1975 ha partecipato ai VII Giochi panamericani di Città del Messico vincendo la medaglia d'oro nel trampolino, precedendo la canadese Elizabeth Carruthers e la compagna di nazionale Cynthia McIngvale.
Ha rappresentato gli Stati Uniti d'America nel concorso dei tuffi dal trampolino 3 metri ai Giochi olimpici di Montréal 1976, vincendo la medaglia d'oro olimpica.
Ai campionati mondiali di nuoto di Berlino Ovest 1978 ha ottenuto il terzo posto nel trampolino 3 metri, chiudendo alle spalle della sovietica Irina Kalynina (oro) e della connazionale Cynthia Potter.
Si è ritirata all'età di ventuno anni a causa di alcuni infortuni. In carriera è stata allenata da Carlos DeCuba.
Nel 1987 è stata inclusa nell'International Swimming Hall of Fame.

## Palmarès
- Giochi olimpici

Montréal 1976: oro nel trampolino 3 m;
- Mondiali di nuoto

Berlino Ovest 1978: bronzo nel trampolino 3 m;
- Giochi panamericani

Città del Messico 1975: oro nel trampolino 3 m;